# Codice ATC D
Il codice ATC D dell'apparato tegumentario è una sezione del sistema di classificazione Anatomico Terapeutico e Chimico, un sistema di codici alfanumerici sviluppato dall'OMS per la classificazione dei farmaci e altri prodotti medici.
Codici per uso veterinario (codici ATC) possono essere creati, attraverso una lettera Q posta di fronte al codice ATC umano: QD..
Numeri nazionali della classificazione ATC possono includere codici aggiuntivi non presenti in questa lista, che segue la versione OMS.
D Dermatologici

D01 - Antifungini per uso dermatologico

D02 - Emollienti e protettivi (Crema idratante)

D03 - Preparati per il trattamento di ferite e ulcere

D04 - Antipruriginosi, inclusi antistaminici, anestetici, ecc

D05 - Antipsoriasi

D06 - Antibiotici e chemioterapici per uso dermatologico

D07 - Corticosteroidi, preparati dermatologici

D08 - Antisettici e disinfettanti

D09 - Medicazioni

D10 - Preparazioni antiacne

D11 - Altri preparati dermatologici

ATCvet solo

QD51 - prodotti per il trattamento di artigli e zoccoli